# Vincenzo Meucci
Vincenzo Meucci (1694 - 1766) foi um pintor italiano do período barroco. Teve seus aprendizados artísticos entre Florença e Bolonha, foi aprendiz do pintor Sebastiano Galeotti e, em seguida, de Giovanni Gioseffo da Sole, em Bolonha. Sendo, então, influenciado tanto pela cultura do barroco quanto pelas novidades do neoclassicismo.
Ele foi patrocinado pelo marquês Giovan Battista Salimbeni de Siena, que encomendou inúmeras obras em tela e afrescos. Vincenzo também trabalhou para o cardeal Alessandro Chigi Zondadari em Siena e para o cardeal Neri Corsini em Florença.
Sua fama crescente tornou a sua mais importante comissão de Anna Maria Luisa de Medici, o último descendente dos Medici, que o convidou a pintar a cúpula da Basílica de São Lourenço com a Gloria dei santi fiorentini (1742).